# Santo Amaro (distrito de São Paulo)
Santo Amaro é um distrito situado na zona centro-sul do município de São Paulo e é administrado pela subprefeitura de Santo Amaro. Foi um município independente de 1832 até 1935, quando foi reincorporado à capital. O distrito é delimitado pelas avenidas Roque Petroni Jr., Professor Vicente Rao, Washington Luís e Marginal Pinheiros. Atualmente, é o mais importante centro da região sudoeste do município, sendo considerado, para esta e também para vários municípios vizinhos, mais importante que o zona central do município.
É a região do município onde houve a maior concentração de imigrantes alemães a partir de 1829. Em 1833, foi elevado a município, se desmembrando de São Paulo, e permaneceu assim até 1935, quando voltou a ser incorporado por São Paulo. A partir de 1947, soma-se, à parcela de europeus ligados à atividade industrial, o constante fluxo migratório de nordestinos, que intensificaram o comércio do distrito.
O distrito de Santo Amaro representa a pluralidade de cidadãos brasileiros; sua parte mais conhecida é o Largo 13 de Maio onde fica a Catedral de Santo Amaro e também o marco zero. Além disso o distrito é composto por diversos outros bairros nobres como exemplo Chácara Flora, Alto Da Boa Vista, Granja Julieta, Chácara Santo Antônio. Todos bairros administrados sob a responsabilidade da Subprefeitura de Santo Amaro.
Já foi um importante polo industrial de São Paulo, contando com diversas empresas multinacionais que fecharam suas portas ou se mudaram para outros locais devido ao processo de desindustrialização. Atualmente é o segundo maior polo comercial de São Paulo, perdendo apenas para a região do Centro Histórico de São Paulo. Possui uma diversidade de lojas de varejo, restaurantes, galerias, shoppings populares. Também possui um Shopping Center, Mais Shopping, com alto fluxo de pessoas, dentro do mesmo shopping possui a unidade Poupa Tempo Santo Amaro e é integrado com a Linha 5-Lilás da ViaMobilidade. Possui outros shoppings nas imediações como Boa Vista Shopping, Shopping Morumbi e Market Place.
É atendido pela Linha 5–Lilás do Metrô de São Paulo e pela Linha 9–Esmeralda do Trem Metropolitano de São Paulo, que se interligam na Estação Santo Amaro, localizada na Marginal Pinheiros, além das estações Largo Treze, Adolfo Pinheiro, Alto da Boa Vista, Borba Gato e Brooklin, na Linha 5, e Morumbi - Claro, Granja Julieta, João Dias e Socorro, na Linha 9. Futuramente será atendido pela Linha 17-Ouro do Metrô de São Paulo na estação Morumbi - Claro. Possui também um Terminal de Ônibus (Santo Amaro) da SPTrans. Abriga atualmente 4 universidades e 8 faculdades, 26 escolas de ensino fundamental municipais, 50 escolas estaduais e 65 escolas particulares. As de ensino médio somam 20 escolas estaduais e 41 particulares. A estrutura de cultural e de lazer conta ainda com 5 bibliotecas, 7 casas de cultura e o Teatro Paulo Eiró, em homenagem ao poeta local de maior projeção.

## História

### Antecedentes Indígenas
O primeiro registro de ocupação da região refere-se à aldeia tupiniquim Jerubatuba, liderada por Caiubi, irmão de Tibiriçá, no século XVI. Algum tempo depois, foi instalada uma missão jesuíta de índios guaianases chamada "missão do Ibirapuera". O nome, na língua tupi (ybyrá-puera), significa "pau podre", "árvore apodrecida". O aldeamento foi um dentre vários devastados pela varíola.

### Fundação
José de Anchieta, vindo do povoado de São Paulo de Piratininga, em uma das várias vezes que visitou a região percebeu que, devido ao número de índios catequizados e colonos instalados na região, era possível constituir ali um povoado. Para esse fim, foi construída uma capela em terras do português João Paes e de sua esposa Suzana Rodrigues, os quais doaram à capela a imagem de Santo Amaro. A região de Santo Amaro foi então elevada a paróquia em 1680 e transformada em freguesia em 1686.

### Colonização alemã
No final do Primeiro Reinado, por ocasião do casamento de Dom Pedro I com Dona Amélia de Leuchtenberg, a região que viria a formar o antigo município de Santo Amaro foi transformada em núcleo de colônia alemã e prussiana por aviso do Ministério do Império em 8 de novembro de 1827. Em 1829, após desembarcarem dos navios no porto de Santos, a princípio os colonos deveriam seguir para o bairro do Rio Bonito e para a colônia de Itapecerica. Data dessa época de pioneiros o cemitério da colônia alemã em Parelheiros.

### Município

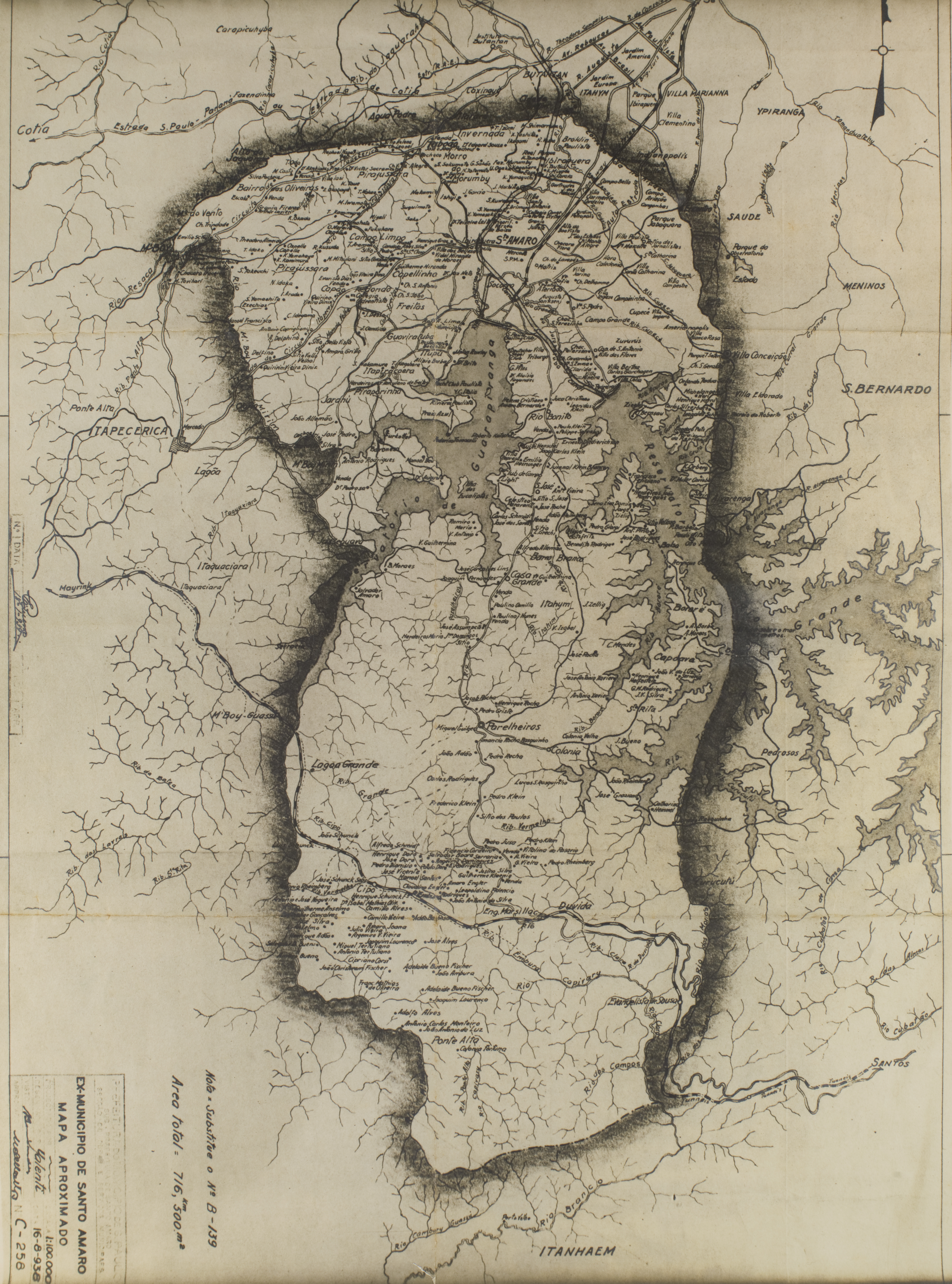
Mapa do ex-Município de Santo Amaro.

Em 1832, Santo Amaro tornou-se município separado de São Paulo, sendo instalado em 7 de abril de 1833. O município, então, abrangia todo o território ao sul do córrego da Traição (hoje canalizado sob a Avenida dos Bandeirantes), parte da Vila Mariana e da Saúde, todo o Ipiranga e Cursino, estendendo-se até a serra do Mar, incluindo as terras correspondentes aos atuais municípios de Itapecerica da Serra, Embu, Embu-Guaçu, Taboão da Serra, São Lourenço da Serra e Juquitiba.
Na segunda metade do século XIX, a vila de Santo Amaro tornou-se o celeiro de São Paulo, já que todos os gêneros de primeira necessidade, como mandioca, milho, feijão e arroz, eram produzidos e comercializados na região.
Em 1886, foi inaugurada a linha férrea de São Paulo a Santo Amaro, com a presença do imperador Pedro II. A antiga linha seguia desde pelo que hoje corresponde à Avenida da Liberdade, Rua Vergueiro, Rua Domingos de Morais e Avenida Jabaquara (o trajeto da atual Linha 1-Azul do metrô). Ela então passava por trás de onde, mais tarde, seria construído o Aeroporto de Congonhas, seguindo então para o centro do município. O plano original para construção da linha previa que ela fosse estendida até o povoado de São Lourenço da Serra.
Em 1907, a São Paulo Light and Power deu início à construção da represa do Guarapiranga. Depois de construída, a represa virou um ponto turístico na cidade. Inclusive, foi nessa região que os primeiros aviadores da cidade faziam suas demonstrações.
Essa linha de trens foi substituída, em 7 de julho de 1919, por uma linha de bondes, que do trajeto anterior desviava na Rua Domingos de Morais para a Avenida Conselheiro Rodrigues Alves, seguindo pelas regiões de Indianópolis, Campo Belo, Brooklin Paulista e Alto da Boa Vista, dando origem ao que hoje são a Avenida Ibirapuera e a Avenida Vereador José Diniz.
Em 1899, foi inaugurada a Santa Casa de Misericórdia de Santo Amaro e, em 1924, a igreja Matriz de Santo Amaro (atual catedral de Santo Amaro, pois em 30 de maio de 1989 o papa João Paulo II criou a diocese de Santo Amaro, desmembrando a região da arquidiocese de São Paulo).

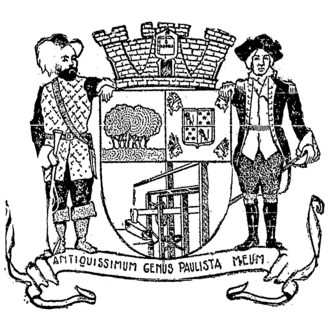
Brasão do antigo município de Santo Amaro, anos 1930

### Reincorporação
A inauguração do Aeroporto de Congonhas, em 1934, foi uma das razões pelas quais o decreto estadual número 6 983, de 22 de fevereiro de 1935, determinou a extinção do município de Santo Amaro, incorporando-o ao município de São Paulo (Durante a Revolução Constitucionalista de 1932, o Aeroporto Campo de Marte foi ocupado pelas tropas rebeldes, o que levou o Governo de Getúlio Vargas a procurar locais alternativos para o transporte aéreo em São Paulo). Uma outra razão para que o município fosse reincorporado foi o endividamento do município, que acabou sendo pago por São Paulo.

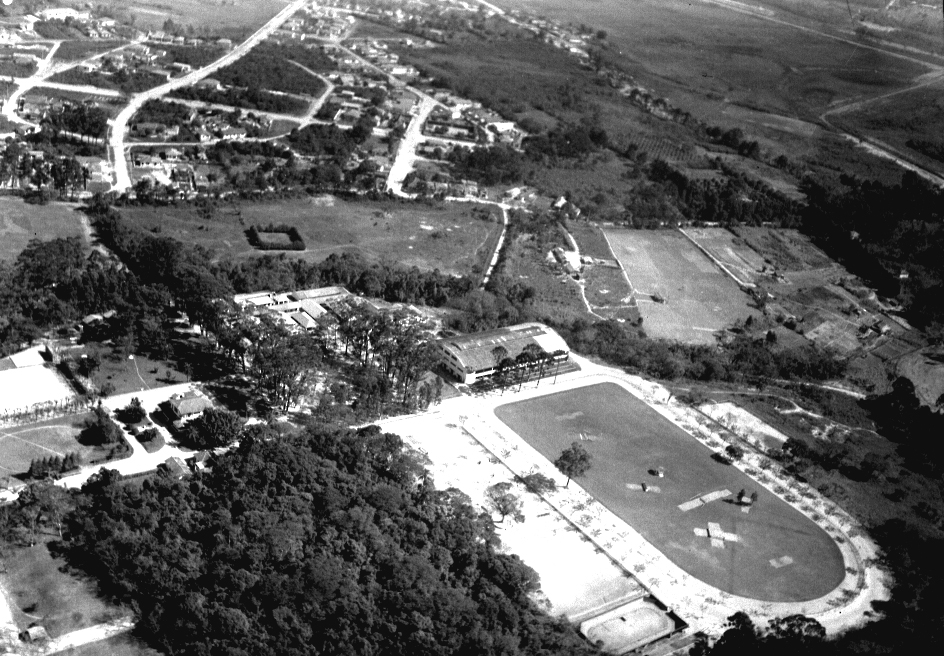
Vista aérea da hípica de Santo Amaro

A área do antigo município foi, então, subdividida nos subdistritos de Santo Amaro, Ibirapuera, Capela do Socorro, e no distrito de Parelheiros. Abrangia o que hoje também atinge parte do Morumbi (Palácio dos Bandeirantes), Vila Sônia, Vila Andrade, Campo Limpo, Capão Redondo e M Boi Mirim.
Movimentos emancipacionistas ocorridos nas décadas de 1950, 1970 e 1980,  contudo, não conseguiram sensibilizar a população para que Santo Amaro fosse novamente elevado à condição de município.

### Atualidade
O antigo município de Santo Amaro corresponde às atuais áreas 6 e 7 do município de São Paulo (sul e sudoeste), englobando os atuais distritos paulistanos de Santo Amaro, Campo Grande, Campo Belo, Campo Limpo, Capão Redondo, Vila Andrade, Jardim Ângela, Jardim São Luís, Socorro, Cidade Dutra, Grajaú, Parelheiros, Marsilac, Cidade Ademar, Pedreira, e parte do distrito do Itaim Bibi, que, segundo a estimativa do Instituto Brasileiro de Geografia e Estatística para 2004, totalizavam uma população de aproximadamente 2 100 000 habitantes, em uma área de 660 quilômetros quadrados, que corresponde a 43% do total da superfície do município de São Paulo.
O distrito de Santo Amaro, centro da Zona Sul de São Paulo, continua a exercer considerável influência sobre os moradores dos municípios que já pertenceram a seu território.
É curioso observar que, em áreas de Parelheiros e de Marsilac, no extremo sul da região, são encontradas, atualmente, aldeias indígenas guaranis.

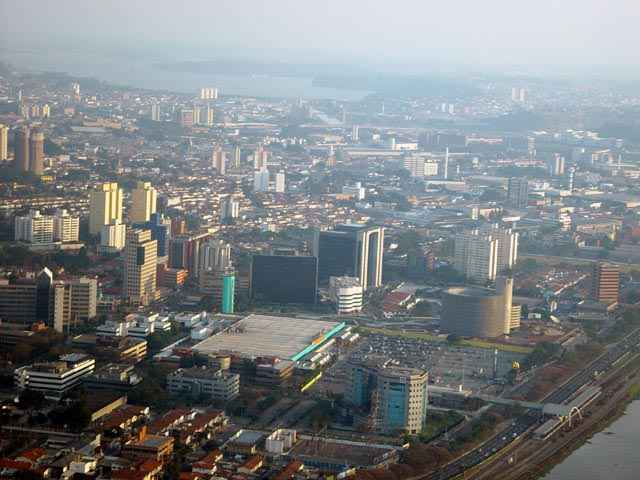
Vista aérea do distrito

A região de Santo Amaro concentra importantes indústrias, sobretudo na região localizada entre Santo Amaro e Jurubatuba, precisamente no distrito de Campo Grande.
Atualmente, a região passa por uma forte mudança em seu perfil, com a construção de diversos arranha-céus e grande especulação imobiliária.
Edifícios comerciais de grande porte, shoppings de alto padrão, redes de hotéis e sedes de bancos estabeleceram-se nas áreas próximas à Marginal do Rio Pinheiros. Em decorrência desta transformação, a região representa um dos mais importantes eixos de negócios do município, polo de empregos e serviços, atraindo um grande número de profissionais e executivos.
Nesse distrito, se localiza o Museu de Santo Amaro, situado dentro do antigo Mercado Municipal de Santo Amaro, cuja curadoria pertence ao Centro de Tradições de Santo Amaro.

## Demografia
Evolução demográfica do distrito de Santo Amaro

## Bairros
Bairros de Santo Amaro:
- Jardim Abrantes
- Jardim Alice
- Vila Almeida
- Alto da Boa Vista
- Jardim Bela Vista
- Vila Campos Sales
- Vila Caravelas
- Jardim Cedro do Líbano
- Jardim Cordeiro
- Vila do Cruzeiro
- Jardim Dom Bosco
- Vila Elvira
- Jardim Dos Estados
- Chácara Flora
- Jardim Florida
- Conjunto Residencial Glória
- Granja Julieta
- Vila Guaianases
- Jardim Heliomar
- Vila Henrique
- Jardim Hípico
- Vila Internacional
- Vila Ipé
- Chácara Japonesa
- Vila Kostka
- Jardim Martini
- Vila Miranda
- Chácara Monte Alegre
- Chácara Paineiras
- Jardim Petrópolis
- Chácara Pouso Alegre
- Jardim Promissão
- Santo Amaro
- Jardim Santo Amaro
- Chácara Santo Antônio
- Jardim Santo Antonio
- Vila São Francisco
- Chácara São Luiz
- Vila União Várzea de Baixo
- Jardim Várzea de Baixo

## Distritos limítrofes
- Itaim Bibi (Norte)
- Campo Belo (Nordeste)
- Cidade Ademar (Leste e Sudeste)
- Campo Grande (Sudeste)
- Socorro (Sul)
- Jardim São Luís (Sudoeste)
- Vila Andrade (Oeste)